# 郑南 (宋朝)
郑南，宋朝政治人物。
郑南曾于1247年接替胡端常任华亭县知县一职，1248年由陈叔弼接任。